# Obrona pozycyjna
Obrona pozycyjna (ang. area defence lub position defence) - to sposób prowadzenia obrony polegający na utrzymaniu terenu, dążeniu do rozbicia nacierających zgrupowań przeciwnika przed przednią linią obrony lub w rejonie oddziałów pierwszego rzutu. W wypadku wdarcia się jego sił w głąb obrony dąży się do ich zatrzymania, po czym, przez wykonanie zwrotu zaczepnego, do odzyskania utraconego terenu.
Dominującym czynnikiem walki zbrojnej w obronie pozycyjnej jest opór, głównym wskaźnikiem efektywności zaś utrzymanie zajmowanego terytorium.
Regulaminy Wojska Polskiego okresu II Rzeczypospolitej tak opisywały obronę stałą: 

jeśli siły i środki pozwalają na skuteczne opanowanie ogniem całego pasa działania, wówczas można stosować obronę stałą. Zadaniem obrony stałej jest utrzymanie terenu. Skuteczność obrony stałej zależy głównie od zaciętości oporu wszystkich obrońców i natychmiastowych przeciwuderzeń z inicjatywy najbliższych dowódców. Zadania odwodów w obronie stałej sprowadzają się przede wszystkiem do uderzenia (przeciwuderzenia, przeciwnatarcia), celem odebrania utraconych stanowisk obronnych oraz do zwrotu zaczepnego. Organizacja i wyposażenie w sprzęt ogniowy dywizji piechoty pozwala jej w zwykłych warunkach terenowych na opanowanie ogniem pasa działania do 10 km szerokości. Należy jednak pamiętać, ie wytrzymałość zapory ogniowej zależy nie tylko od szerokości pasa działania i właściwości terenu, lecz także od siły natarcia nieprzyjaciela. 
Obronę pozycyjną definiowano w sposób następujący: obrona stała, trwająca czas dłuższy, może przybrać formę obrony pozycyjnej. Obrona pozycyjna różni się od obrony stałej stopniem przygotowania pozycji i nasyceniem środkami walki. 
W przypadku obrony pozycyjnej dąży się przede wszystkim do zadania przeciwnikowi jak największych strat podczas walk o przedni skraj obrony oraz na kolejnych pozycjach obrony. Główną rolę w starciu odgrywa ogień, a kontrataki i przeciwuderzenia są mniej wskazane. Szeroko stosuje się jedynie manewr środkami ogniowymi, odwodami przeciwpancernymi, zaporowymi i ogólnymi kierowanymi na rubieże ogniowe.
Obrona pozycyjna stara się to osiągnąć przez zmuszenie przeciwnika do szturmowania zawczasu przygotowanych, umocnionych pozycji obronnych.